# Mazurek dla dwóch nieboszczyków
Mazurek dla dwóch nieboszczyków (hiszp. Mazurca para dos muertos) – ostatnia powieść hiszpańskiego pisarza Camilo José Celi z 1983. Pierwsze polskie wydanie nastąpiło w 1990 (Państwowy Instytut Wydawniczy) w tłumaczeniu Elżbiety Komarnickiej i opracowaniu graficznym Waldemara Świerzego.
Dzieło powstało po okresie około dziesięcioletniego milczenia pisarza. Jego osią fabularną jest zbrodnia i zwyczajowa, ludowa zemsta, która następuje po niej. Wydarzenia są przedstawione na tle hiszpańskiej wojny domowej w Galicji (pokazano również postacie i folklor tego regionu). Narracja jest pozornie chaotyczna, wielowarstwowa, ale trzyma się swoistego porządku logicznego. Jest to utwór głęboko osobisty, osnuty na przeżyciach własnych autora i jego zadumy nad ludzkim losem. Zawiera odważną erotykę i wulgaryzmy, jak również dosadne opisy. Nie eliminuje to jednak z niego elementów lirycznych. Niektórzy krytycy uznali go za kwintesencję "hiszpańskości".